# Hazin Lahiji
Hazīn Lāhījī (persisch حزین لاهیجی Hazin Lahidschi, DMG Hazīn Lāhījī; * 1692 in Isfahan, Iran; † 1766 in Benares, Indien) ist der Schriftstellername von Mohammad Ali ibn Abi Taleb ibn Abd Allah, auch bekannt als Mohammad Ali ibn Abi Taleb Hazin Lāhiji, Mohammad ibn Abi Taleb Gilani und Sheikh Mohammad Ali Hazin Lāhiji. Er war ein iranischer Dichter und Gelehrter und stammt aus einer bedeutenden Familie in Isfahan.

## Leben
Seine Vorfahren waren Wissenschaftler und Grundbesitzer aus Gilan (siehe die Stadt Lahidschan). Im Jahre 1734 emigrierte er nach Indien, wo er die persische Kultur den Führungsschichten nahebrachte. Er betrachtete das Persische der indischen Schriftsteller mit viel Verachtung. Hazin Lāhiji gilt als einer der bedeutendsten Gelehrten der Safawiden-Ära, sein Wissen erstreckte sich über die sowohl über die zeitgenössische Theologie als auch auf Naturwissenschaften; dies wird durch seine erhaltenen Schriften bezeugt.

### Weitere Literatur
- Mohammad Ali ibn Abi Tāleb Hazin Lāhiji: Rasā'el-e Hazin Lāhiji (رسائل حزین لاهیجی – Treatises of Hazin Lāhiji), herausgegeben von Ali 'Owjabi, Nāser Bāqeri Bidhendi, Eskandar Esfandiāri and Abdolhossein Mahdavi. Mirās Maktoob Publishing House, Teheran 1998, ISBN 964-90733-3-7, 340 S.
- Mohammad Ali ibn Abi Tāleb Hazin Lāhiji: Fat'h-os-Sobol (فتح السبل – Introduction to Modi Operandi), herausgegeben von Nāser Bāqeri Bidhendi. Mirās Maktoob Publishing House, Teheran 1996, 217 S.